# Clubiona diniensis
Clubiona diniensis este o specie de păianjeni din genul Clubiona, familia Clubionidae, descrisă de Simon, 1878. Conform Catalogue of Life specia Clubiona diniensis nu are subspecii cunoscute.